# Sket Dance
Sket Dance ist eine Manga-Serie des japanischen Zeichners Kenta Shinohara, die von 2007 bis 2013 in Japan veröffentlicht wurde. Das Werk ist auch als Anime, Light Novel und Hörspiel erschienen. Es ist ins Genre Comedy einzuordnen.

## Inhalt
Die Geschichte dreht sich um den Alltag der „SKET-dan“ an der Kaimei-Oberschule. Dieser Club (dan) von Schülern hat die Aufgabe, die vielfältigen Probleme auf dem Campus zu lösen, die von der Schulleitung oder den Schülern an sie herangetragen werden. Die Abkürzung SKET steht dabei für „Support, Kindness, Encouragement, and Troubleshoot“, das heißt „Unterstützung, Freundlichkeit, Ermutigung und Problemhilfe“. Auf Grund ihres geringen Erfolgs ist die Gruppe jedoch wenig beliebt und ihr gehören nur drei Mitglieder an . Yūsuke Fujisaki (藤崎 佑助), genannt Bossun (ボッスン), ist der Hauptcharakter und der Anführer der SKET-dan. Die anderen beiden Mitglieder sind die Schülerin Hime Onizuka (鬼塚 一愛), genannt Himeko (ヒメコ) und Kazuyoshi Usui (笛吹 和義), genannt Switch (スイッチ, Suittchi).

## Veröffentlichung
Das erste Kapitel der Serie erschien als Pilotkapitel am 28. August 2006 im Magazin Weekly Shōnen Jump des Verlags Shūeisha. Ab Ausgabe 33/2007 vom Juli 2007 folgten weitere Kapitel. Die Serie endet in der am 8. Juli 2013 veröffentlichten Ausgabe 32/2013. Die Einzelkapitel wurden in 31 Sammelbänden zusammengefasst, der 32. und abschließende Sammelband soll am 2. August 2013 veröffentlicht werden. Die Bände verkauften sich jeweils über 140.000-mal.
Tong Li Publishing bringt den Manga auf Chinesisch in Taiwan heraus.

## Adaption

### Anime
2011 produzierte Tatsunoko Production eine Animeserie zum Manga, bei der Keiichirō Kawaguchi Regie führte. Das Characterdesign entwarf Manabu Nakatake und die künstlerische Leitung übernahm Yutaka Mukumoto vom Studio Tulip, das für die Hintergründe verantwortlich war. Die Serie wird seit dem 7. April 2011 von TV Tokyo in Japan ausgestrahlt. Am 13. April 2011 begann die Ausstrahlung bei AT-X.
Bei Crunchyroll wird der Anime mit englischen Untertiteln über Streaming angeboten.

#### Synchronisation
| Rolle           | japanischer Sprecher (Seiyū) |
| --------------- | ---------------------------- |
| Yūsuke Fujisaki | Hiroyuki Yoshino             |
| Hime Onizuka    | Ryōko Shiraishi              |
| Kazuyoshi Usui  | Tomokazu Sugita              |
| Roman Saotome   | Ai Kayano                    |
| Reiko Yūki      | Fumiko Orikasa               |

#### Musik
Shūhei Naruse komponierte die Musik der Serie. Den Vorspann unterlegte man mit dem Lied  Kakkowarui I Love You (カッコ悪い I Love You) von French Kiss und für den Abspann wurde der Titel Comic Sonic von The Pillows verwendet.

### Light Novel
Bei Shūeisha erscheint eine Light-Novel-Adaption unter dem Titel Sket Dance extra dance, geschrieben von Sawako Hirabayashi mit den Illustrationen von Kenta Shinohara.
Der erste Band Shinsetsu! Gakuen Nana Fushigi (真説!学園七不思議, dt. „Eine wahre Geschichte! Die Sieben Schulwunder“; ISBN 978-4-08-703211-6) erschien am 4. November 2009 und der zweite Band Seitokai no Jikenbo – Cook Shell Jiken (生徒会の事件簿〜クック・シェル事件〜, ~ Kukku Sheru ~, dt. „Das Vorfallregister der Schulversammlung – Der Cook-Shell-Vorfall“; ISBN 978-4-08-703225-3) am 2. Juli 2011.

### Hörspiel
Zum Manga erschienen in Japan auch zwei Hörspiele auf CD. Die erste am 30. Oktober 2009, die zweite folgte am 28. April 2010.